# Färgtemperatur
| Ljuskälla             | Färgtemperatur (K) | ILCOS-kod |
| --------------------- | ------------------ | --------- |
| Stearinljus           | 2 000              |           |
| Glödlampa             | 2 700              | 827       |
| Halogenlampa          | 3 000              | 830       |
| Lysrör                | 2 700…6 500        | 827…865   |
| Solljus mitt på dagen | 5 600              |           |
| Molnig himmel         | 6 500…7 000        |           |

En ljuskällas färgtemperatur är temperaturen på en ideal svartkropp som utstrålar ljus i en färgton jämförbar med ljuskällan. Färgtemperatur anges därför vanligtvis i kelvin (K). Hög färgtemperatur svarar mot blåaktiga färgtoner medan låg färgtemperatur motsvarar rödaktiga färgtoner. Nära svartkroppsstrålning kommer exempelvis solen, tråden i glödlampor och glödgat järn.

## ILCOS-systemet
Det finns ett generellt system, som ska förstås i alla länder, för beskrivning av olika artificiella ljuskällor, det vill säga, det vi i dagligt tal menar med lampor: International Lamp Coding System (ILCOS). Bland många andra lampdata anger man vissa av ljuskällas egenskaper med en utrymmesbesparande kod med tre siffror. Den första siffran anger färgåtergivningen (Ra). Exempelvis anger 8 eller 9  färgåtergivning bättre än Ra 80 respektive Ra 90. Den andra siffran avser tusentalet i färgtemperaturen mätt i K, den tredje siffran hundratalet K. 27 anger alltså 2700 K. Färgtemperatur och färgåtergivning är sins emellan oberoende egenskaper hos ljuskällorna.

## Fotografering
Färgtemperatur används ofta för att beskriva ljusförhållandena vid fotografering. För att bilderna vid traditionell fotografering med film ska se naturliga ut, måste den använda filmen vara avstämd till belysningens färgtemperatur. Om så kallade blå blixtar används vid inomhusfotografering efterliknas dagsljuset och färgerna blir godtagbara om dagsljusfilm används. Om dagsljusfilm används vid glödlampbelysning får bilderna ett kraftigt rödstick. 
Inomhusfotografering vid belysning av lysrör kan ge oönskad färgåtergivning oberoende av filmtyp. Orsaken är att vanliga lysrör inte avger ljus med kontinuerligt spektrum utan ger ett linjespektrum. Lysrör finns av många slag där ljuskaraktären kan anges som "miljö", "varmvit", "vit", "dagsljus" och andra mer eller mindre odefinierade svepande beteckningar. Ljuskaraktären hos lysrör styrs vid tillverkningen genom sammansättningen av  lyspulvret på glasets insida. Ett kraftigt grönstick är vanligt vid fotografering i lysrörsbelysning.

## Subjektiv uppfattning
Färgskalan till höger ger en subjektiv och mycket ungefärlig uppfattning av olika färgtemperaturers art. Hur läsaren uppfattar färgerna påverkas av många faktorer, bland annat:
- Har läsaren normalt färgseende?
- Hurdan är rumsbelysningen (stark eller svag, solljus, glödlampsljus eller lysrörsljus?) just vid läsandet?
- Är läsarens synsinne adapterat till den aktuella rumsbelysningen?
- Vilka färgåtergivningegenskaper har den datorskärm, som används vid läsningen?